# Sarcófago da Usina Nuclear de Chernobil
Imagem do sarcófago em 2013
O sarcófago da usina nuclear de Chernobil é uma enorme cobertura de concreto em torno da unidade do reator nuclear 4 da  Usina Nuclear de Chernobil. Ele é projetado para deter a liberação de radiação para a atmosfera após o acidente nuclear de Chernobil ocorrido em 26 de abril de 1986 envolvendo a área mais perigosa. Ele está situado dentro de uma grande área restrita, conhecida como a zona de exclusão de Chernobil. O nome oficial russo é n º 4. ukrytiye, o que significa alojamento ou cobertura, ao contrário de sarcófago. O sarcófago fechado tem 200 toneladas de cúrio radioativo, 30 toneladas de pó altamente contaminadas e 16 toneladas de urânio e plutônio. Em 1996, foi considerado impossível reparar o interior do sarcófago onde os níveis de radiação foram estimados como sendo superiores a 10.000 röntgens por hora ou 100 sieverts por hora (a radiação de ambiente normal nas cidades é geralmente cerca de 20-50 microröntgens por hora).

## Construção

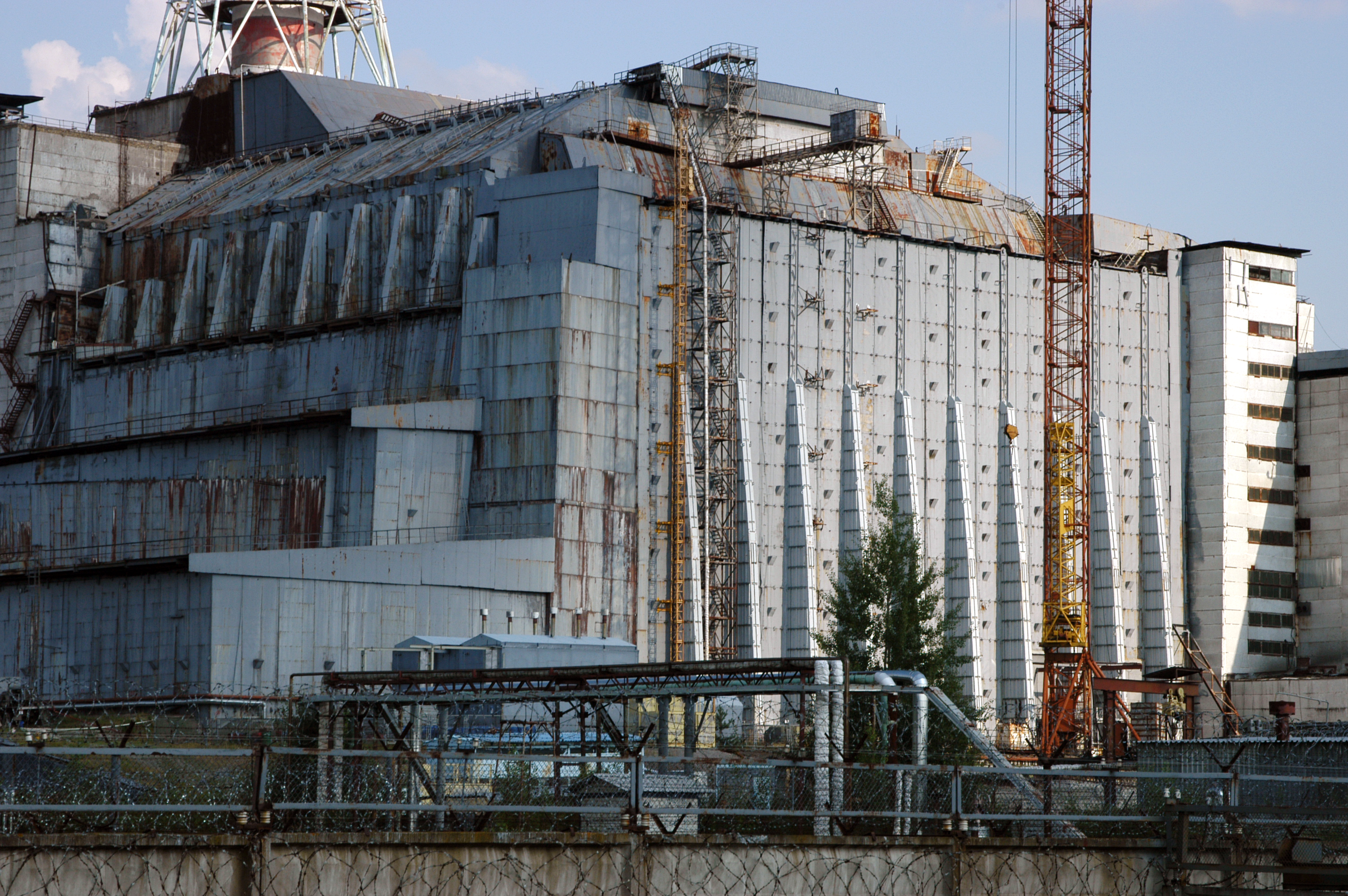
Vista do sarcófago, em 2005.

A concepção do sarcófago começou em 20 de maio de 1986. A construção durou 206 dias, de junho ao final de novembro do mesmo ano. A primeira tarefa antes da construção começar foi a fabricação de uma laje de refrigeração sob o reator para evitar que o combustível nuclear quente produzisse um buraco na base. Mineiros de carvão foram chamados para escavar o túnel necessário abaixo do reator e em 24 de junho de 1986, 400 mineiros cavaram um túnel de 168 metros de comprimento. Quando o edifício tornou-se excessivamente radioativo tornou-se impossível aparafusar diretamente as porcas e parafusos ou aplicar qualquer solda sobre o sarcófago, de modo que este trabalho foi feito por robôs. As juntas do sarcófago, no entanto, não foram devidamente seladas. Toda a construção é composta de oito etapas: limpeza e concretagem do local em torno da unidade do reator 4, montagem inicial do concreto armado das paredes de proteção ao redor do perímetro, construção de muros de separação entre as unidades 3 e 4, construção de paredes em cascata, cobertura do corredor da turbina, montagem de um contraforte, montagem de suportes e instalação do compartimento de cobertura do reator e, finalmente, a instalação de um sistema de ventilação.
Mais de 400.000 metros cúbicos de concreto e 7.300 toneladas de estrutura metálica foram utilizados durante a construção do sarcófago. O edifício por fim confina 740.000 metros cúbicos de detritos juntamente com o solo contaminado. Em 11 de outubro de 1986, a Comissão Governamental Soviética aceitou a "Conclusão sobre confiabilidade e durabilidade das construções de cobertura e segurança da radiação do compartimento do reator da Unidade 4 de Chernobyl". O sarcófago tem mais de 60 furos para permitir a observação do interior do núcleo. Em muitos lugares, a estrutura foi projetada para ter eixos de ventilação para permitir a convecção internamente. Foram colocados sistemas de filtragem para que nenhum material radioativo escape através desses buracos.

## Problemas em curso
O abrigo atual está construído em cima das ruínas do edifício do reator. As duas "vigas mamute" que suportam o telhado do abrigo estão parcialmente apoiadas na parede oeste do edifício que está estruturalmente instável devido o acidente. A extremidade ocidental do telhado do abrigo é suportado por uma parede em um ponto designado eixo 50, construída em concreto armado e estava danificada pelo acidente.

### Estrutura de estabilização de aço projetada
A estrutura de estabilização de aço projetada ou DSSS (sigla em inglês de Designed Stabilisation Steel Structure) é um objeto de aço amarelo que foi colocado ao lado do reator destruído, com 63 metros de altura, possui uma série de escoras salientes que se estendem através da parede do contraforte ocidental e destina-se a estabilizar o sarcófago. Isto foi feito porque se a parede do edifício do reator e o telhado do abrigo estavam prestes a ruir, o que poderia acarretar na liberação de grandes quantidades de poeiras e partículas diretamente para a atmosfera, resultando numa nova liberação de radioatividade no meio ambiente.

### Escudo biológico superior
Uma ameaça ainda maior ao abrigo é a laje de concreto que forma o "Escudo Biológico Superior" (EBS), localizado acima do reator antes do acidente. Esta laje de concreto foi deslocada para cima pela explosão do núcleo do reator e agora está assentada a cerca de 15 ° da vertical. A posição do escudo superior é considerado demasiadamente insegura, uma vez que apenas detritos oferecem suporte na sua posição. Um colapso do escudo iria agravar ainda mais as condições de poeira no abrigo, possivelmente espalhando uma grande quantidade de materiais radioativos para fora do abrigo. O EBS é um círculo de 15 metros de diâmetro, pesando 1.000 toneladas, e que consiste em 2.000 cubos, cada um localizado acima de um canal de combustível. O escudo era chamado de Pyatachok ("cinco moedas de kopek") antes do desastre, sendo posteriormente chamado Componente "E"  e apelidado de "Elena", os feixes de combustível torcida ainda ligados a ele são chamados de "cabelos de Elena".

## Substituição

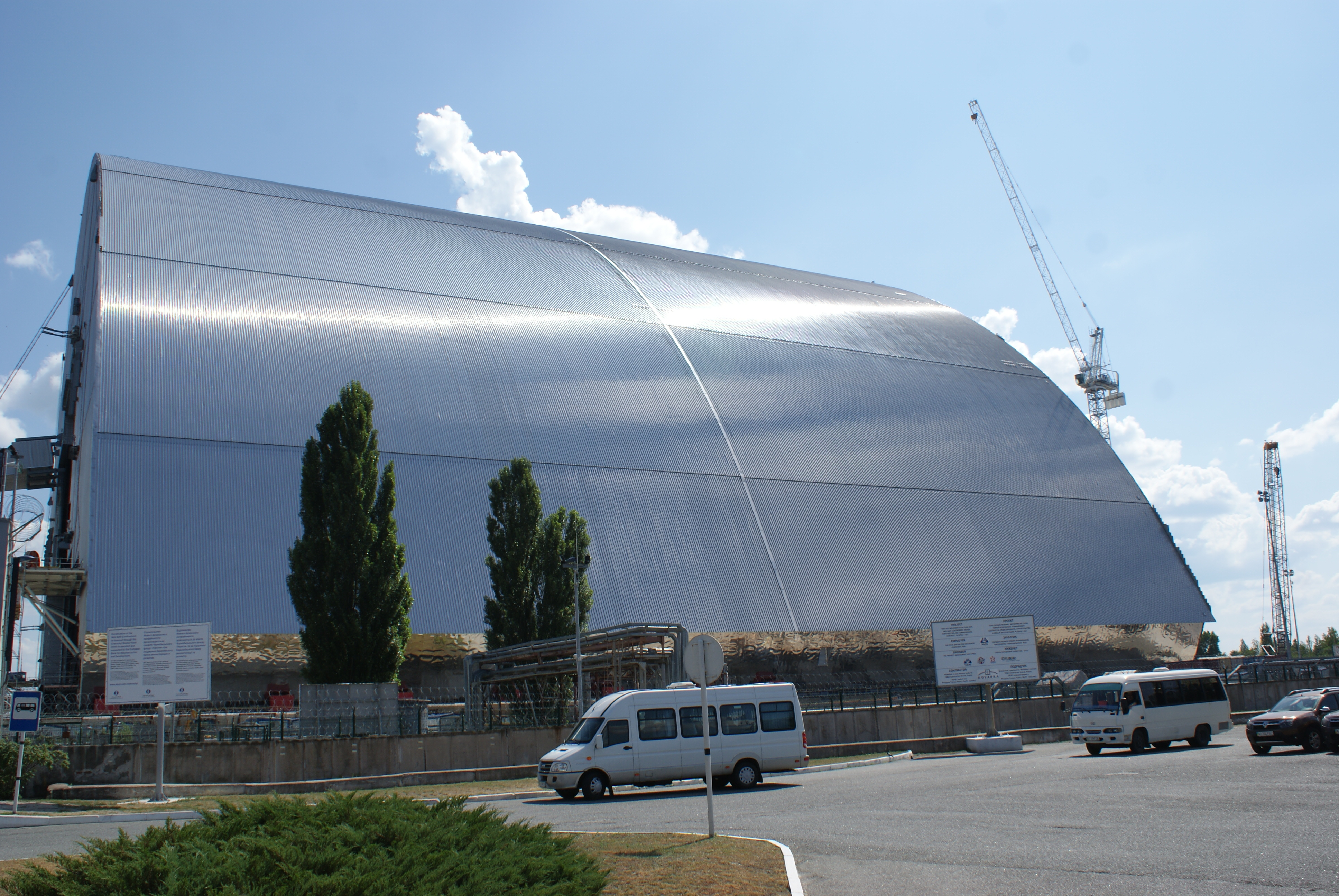
Nova estrutura criada para confinar o reator 4 e inaugurada em 2016.

Em 22 de dezembro de 1988, cientistas soviéticos anunciaram que o sarcófago duraria entre 20 e 30 anos antes de exigir um trabalho de manutenção. Em 1998, com a ajuda do Banco Europeu para a Reconstrução e o Desenvolvimento, um programa de conservação foi concluído que incluía proteger as vigas do telhado de entrarem em colapso. No entanto a corrosão das vigas de apoio causadas pela chuva ainda ameaçam a integridade do sarcófago. Foi revelado que a água está vazando para dentro do sarcófago pelos buracos em seu telhado, tornando-se contaminada radioativamente e infiltrando-se no solo através do assoalho do reator. Em 2017, uma nova proteção substituiu o sarcófago existente. O novo dispositivo de contenção permite que o sarcófago seja desmontado, e o material radioativo removido. No dia 27 de novembro de 2016 se finalizou o processo de transporte da nova estrutura (NSC).